# Ola Söderholm
Ola Gösta Emanuel Söderholm, född 8 juli 1982 i Falun, är en svensk komiker, manusförfattare och journalist.

## Biografi
Söderholm föddes 1982 i Falun, och växte upp i Luleå. Under gymnasietiden började han arbeta som musikkritiker på Norrbottens-Kuriren. Mellan 2001 och 2003 studerade han journalistprogrammet på Mittuniversitetet (dåvarande Mitthögskolan) i Sundsvall. Efter examen var Söderholm under några år verksam som journalist, där han bland annat arbetade med Se & Hör:s tv-bilaga.

### Podcasts, radio och ståuppkomik
Söderholm började med ståuppkomik 2005, och vann två år senare humorpriset "Årets komikaze". Vid Svenska standupgalan 2010 tilldelades han även priset "Tändstickan". 2011 började Söderholm medverka i Sveriges Radios program Tankesmedjan i P3, tillsammans med bland andra Liv Strömquist. Efter att ha lämnat programmet 2013 startade han humorpodden Lilla drevet tillsammans med Nanna Johansson, Liv Strömquist, Kristoffer Svensson, Jonatan Unge och Moa Lundqvist.
Efter att Lilla drevet lagts ner 2019 startade Söderholm podcasten Stormens utveckling, vilken han leder själv tillsammans med Liv Strömquist och Jonatan Unge. Tillsammans med Jonatan Unge gjorde han även Februaripodden, som producerades mellan 2015 och 2017.

### Journalistik och manusförfattande
Söderholm har arbetat med manus till många svenska tv-program, bland annat Parlamentet, Morgonsoffan och Melodifestivalen. Under 2012 sändes humorserien Allt faller, där Söderholm medverkat som manusförfattare tillsammans med Jonas Gardell, Johan Rheborg och Henrik Schyffert.
Ola Söderholm har även synts framför kameran, bland annat under 2010 då han medverkade som reporter i humorprogrammet Elfte timmen på SVT, samt 2014 då han medverkade i programmet Hårdvinklat på TV3, tillsammans med bland andra Magnus Betnér och Bianca Kronlöf. Han har även medverkat i frågesportsprogrammet Alla mot alla, vilket han vann 2025 tillsammans med Malin Persson Giolito.
Söderholm är även återkommande skribent på Aftonbladet, och tilldelades 2018 Expressens Björn Nilsson-pris för god kulturjournalistik.

## Privatliv
Ola Söderholm bor i Malmö med hustrun Liv Strömquist, tillsammans med en gemensam son, samt Strömquists två barn från ett tidigare förhållande.